# Das Feuerwunder des Hl. Petrus Martyr
Das Feuerwunder des Hl. Petrus Martyr (auch: Das Feuerwunder vor dem Sultan) ist ein Antonio Vivarini zugeschriebenes Tafelbild, das ehemals zur Predella eines Polyptychons gehörte. Es entstand um 1440/1450. Auf dem Bild ist der Heilige Petrus Martyr in einer weißen Mönchskutte abgebildet, welcher vor Häretikern ein Feuerwunder vollbringt. Das 52 × 34 cm große Bild befindet sich in der Dauerausstellung der Gemäldegalerie Berlin (Inventarnummer 66).

## Material, Technik und Zustand
Der hochrechteckige Bildträger ist etwa 52 × 34 cm groß. Das Bild wurde in Ölfarben gemalt. Die Farbschicht ist relativ gut erhalten. Ein langer, dünner Riss zieht sich vertikal mittig durch das Bild. Im Vergleich zu den anderen Teilen des Polyptychons scheinen die Berliner Bilder oben rechts und links beschnitten worden zu sein. Die Position des ursprünglichen Bogenrahmens lässt sich auf dem Bild heute noch erkennen: Es gibt an dieser Stelle einen harten Übergang von hell nach dunkel, besonders gut an der Himmelpartie zu erkennen (siehe zum Vergleich auch die anderen Bilder des Polyptychons unten).

## Ikonographie
Das Bildthema eines Stoffwunders am Feuer ist laut Lexikon der christlichen Ikonographie eine „seltenere posthume Szene“ in der Ikonographie des heiligen Petrus Martyr. Das Motiv illustriert ein Feuerwunder, das in der Legenda aurea beschrieben wird. Allerdings ist die auf diesem Gemälde abgebildete Szene deutlich abgewandelt: In der Legenda Aurea ist nicht der bereits verstorbene Petrus Martyr die handelnde Person, sondern Geoffrey. Die Geschichte spielt in Como (Italien). Geoffrey hat als Zeichen seiner Rechtgläubigkeit einen Teil der Mönchskutte des Petrus bei sich. Ein Häretiker macht sich darüber lustig und fordert ihn auf, das Stück Stoff in ein Feuer zu werfen. Wenn es nicht verbrennen sollte, so werde er zum Glauben zurückkehren. Als Geoffrey der Aufforderung nachkommt, verbrennt der Stoff nicht, sondern erstickt stattdessen die Flammen. Aufgrund dieses Wunders bekehrt sich der Ungläubige. Petrus Martyr selbst tritt in der Legende also gar nicht in Erscheinung, sondern wirkt das Wunder nur indirekt über den Stoff seines Habits. In der Legende ist außerdem nur von einem Häretiker die Rede, während das Bild den Eindruck vermittelt, dass es sich um eine größere Gruppe handelt.
Der Titel mit der Erwähnung eines Sultans geht vermutlich auf die Verwechslung mit einem wesentlich häufigeren und oft sehr ähnlich gestalteten Bildmotiv zurück: die Feuerprobe von Franz von Assisi vor dem Sultan al-Kamil, wie sie beispielsweise im Freskenzyklus in der Basilika San Francesco in Assisi dargestellt ist.

## Beschreibung

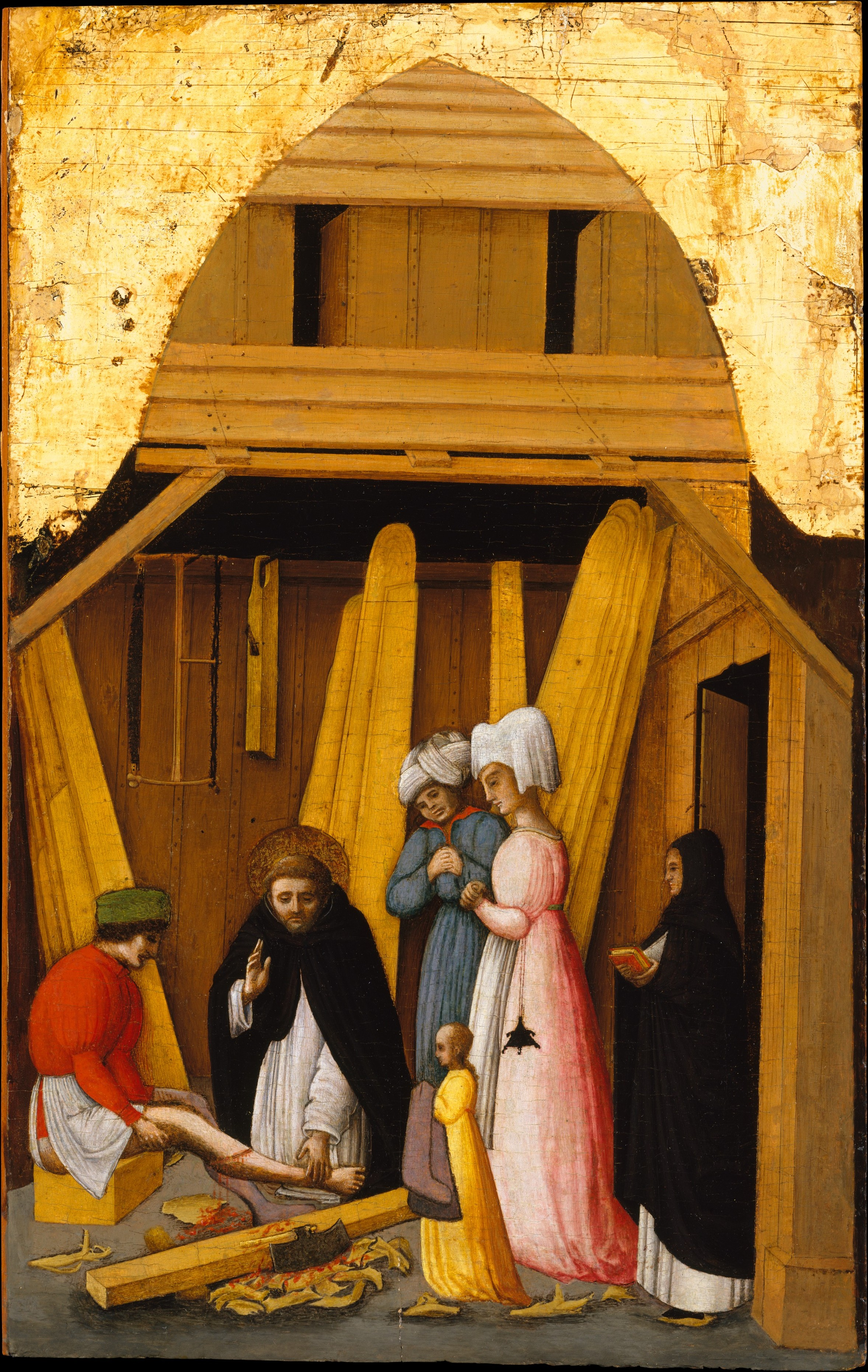
Der Hl. Petrus Martyr heilt das Bein eines jungen Mannes, Metropolitan Museum of Art (New York)

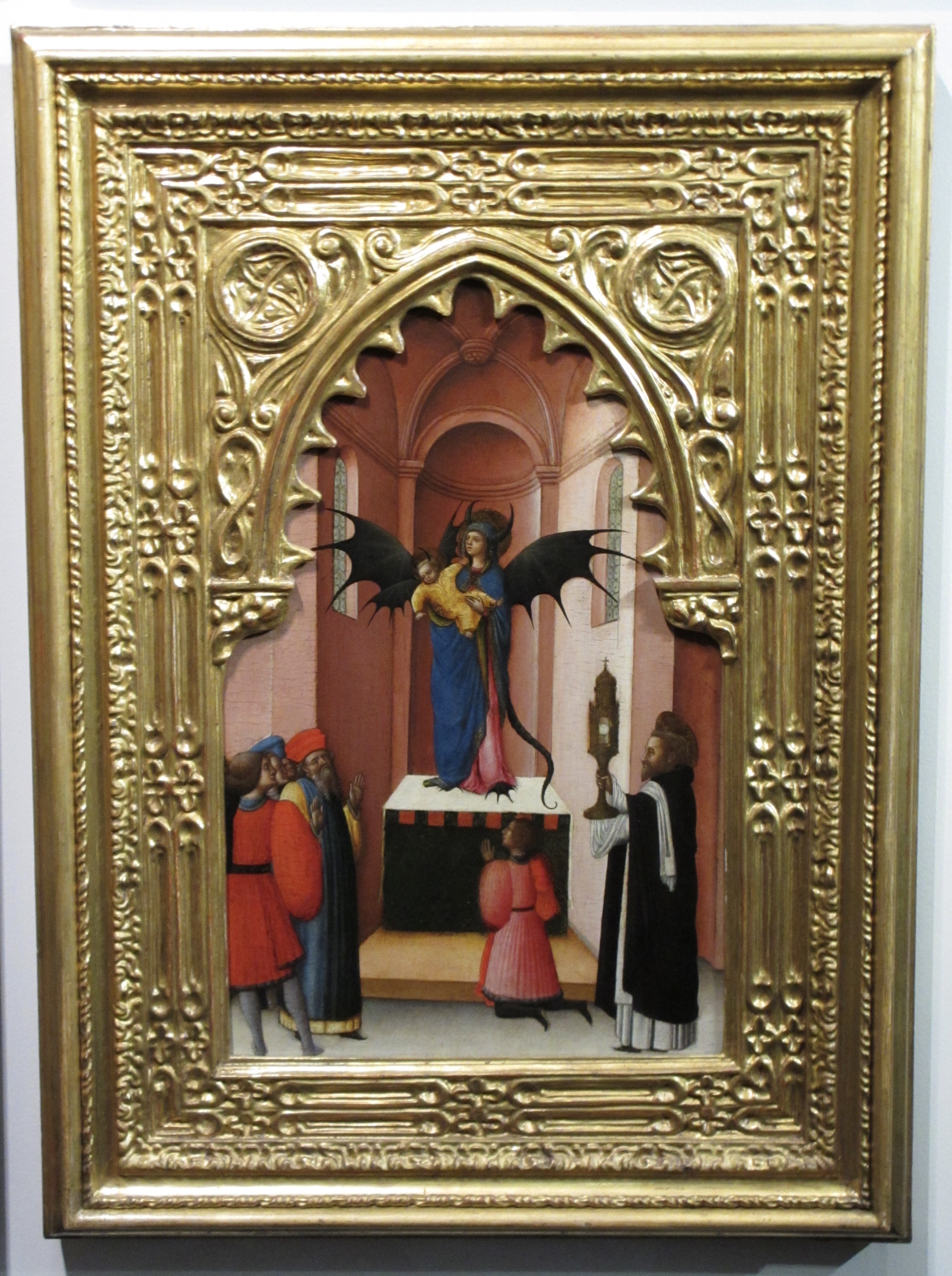
Der Hl. Petrus Martyr exorziert den als Madonna in Erscheinung tretenden Teufel, Alana collection, Newark, Delaware

Auf der rechten Seite befindet sich Petrus Martyr ganz in weiß. Er hat den schwarzen Überwurf seiner Dominikanerkutte ausgezogen und hält ihn ins Feuer. Er ist durch seinen Nimbus und seine weiße Tunika deutlich hervorgehoben. Der junge Mann hinter ihm in rot ist, der in der Legenda Aurea beschriebene Christ Geoffrey. Sein Blick fällt, wie bei den meisten Figuren des Bildes nach unten auf den, in den Flammen liegenden, schwarzen Mantel des Petrus in der Mitte des Bildes. Die übrigen acht Personen tragen alle einen Turban und werden damit als Ungläubige identifiziert. Sechs von ihnen stehen auf der linken Seite des Feuers gegenüber Geoffrey und Petrus Martyr, zwei weitere befinden sich rechts hinter Geoffrey. Diese beiden Figuren nehmen allerdings keine Notiz von dem Feuerwunder. Die Szene spielt sich in einem Hof ab, welcher durch eine Mauer vom Rest der Stadt abgetrennt ist. Rechts befindet sich ein graues, dreistöckiges Gebäude, das im Erdgeschoss eine Loggia besitzt. Links ist ein Gebäude mit Zinnen angedeutet. Hinten mittig ist als höchstes Gebäude der Stadt ein Kirchturm zu erkennen. 

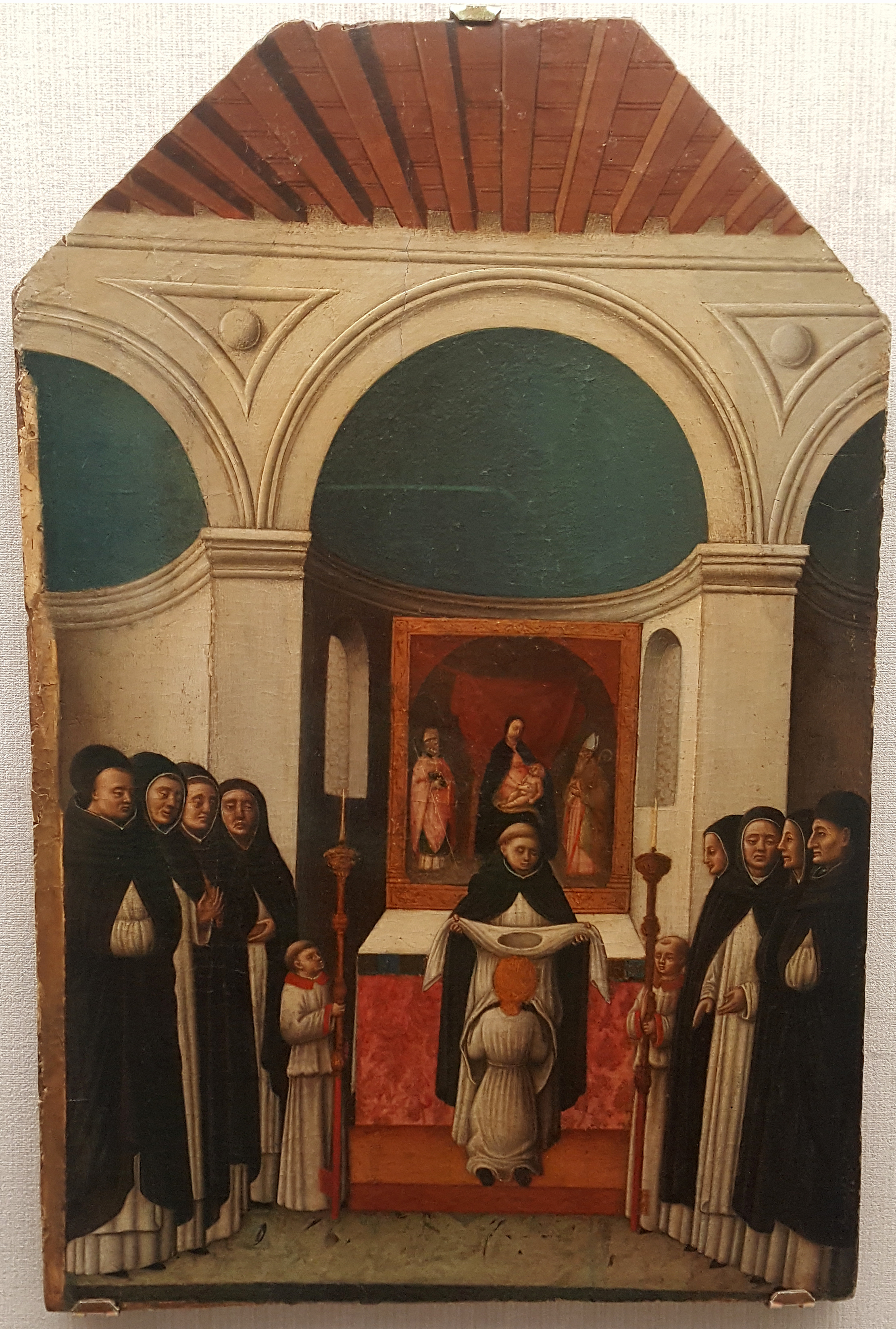
Die Einkleidung des Hl. Petrus Martyr beim Eintritt in den Dominikanerorden, Gemäldegalerie Berlin

## Polyptychon: Petrus Martyr

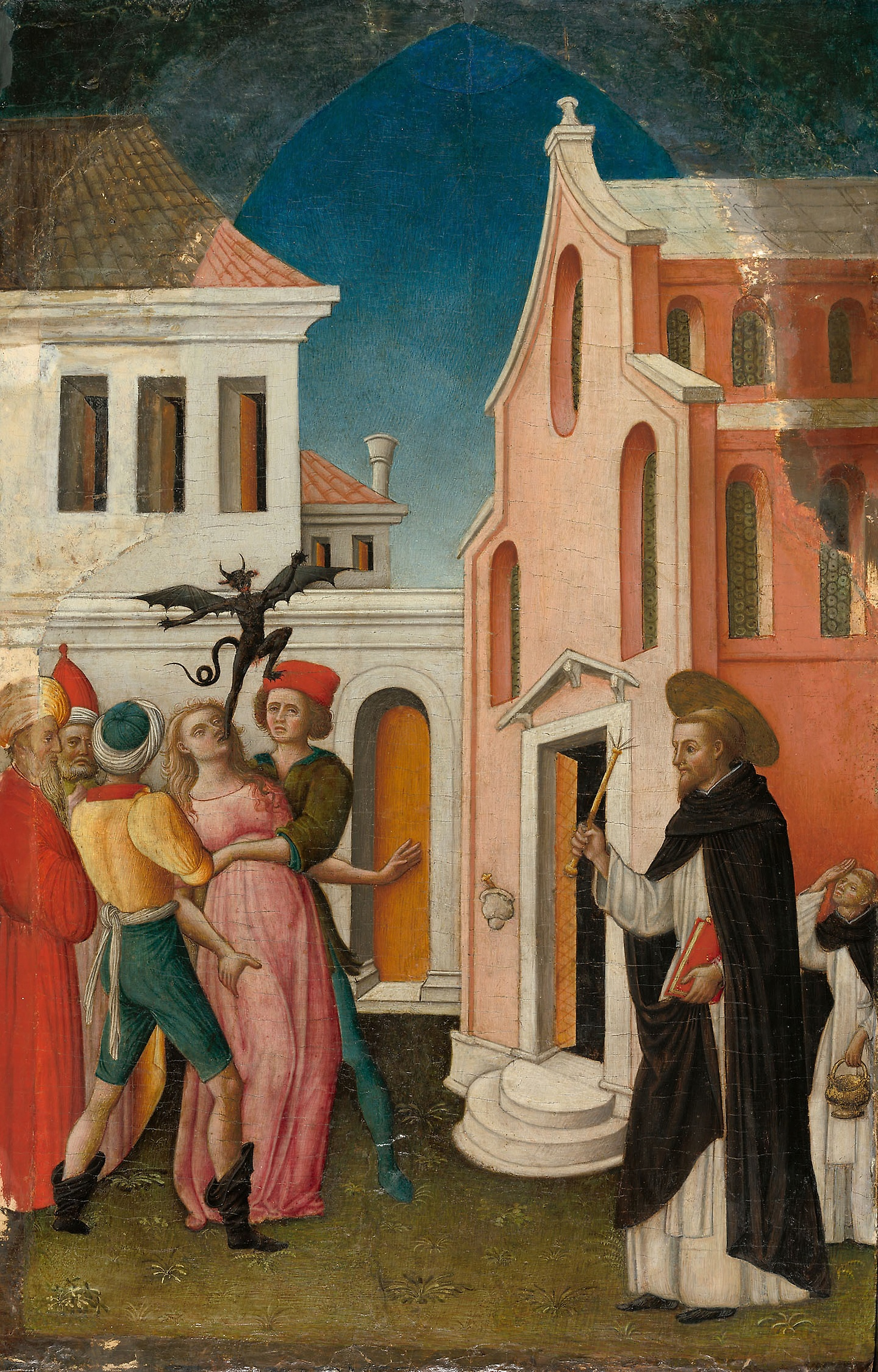
Der Hl. Petrus Martyr exorziert eine vom Teufel besessene Frau, Art Institute of Chicago

In der Sammlung der Gemäldegalerie gibt es ein sehr ähnliches Bild mit dem Titel: Die Einkleidung des Heiligen Petrus Martyr beim Eintritt in den Dominikanerorden (Inventarnummer. 67). Es zeigt den Moment seiner Aufnahme in den Dominikanerorden.
Schon 1937 wurde von Georg Pudelko vermutet, dass beide Gemälde einmal als Teile eines Polyptychons vereint waren, welches Petrus Martyr gewidmet war und sich in San Zanipolo in Venedig befunden haben soll. Aktuelle Forschungsergebnisse bestätigen dies. Bis heute sind insgesamt acht Szenen aus dem Leben von Petrus Martyr von Antonio Vivarini identifiziert worden: Neben den beiden Berliner Bildern, gibt es eines im Metropolitan Museum of Art in New York, ein weiteres im Art Institute of Chicago, zwei Szenen befinden sich in der Alana Collection in Newark, Delaware und eines in der Galerie Frascione Arte in Florenz. Das letzte Werk mit dem Titel: La esquie di San Pietro Martire wurde 2014 in Mailand versteigert und befindet sich heute in Privatbesitz. Vier der acht Bilder zeigen Wunder des Petrus Martyr. Neben dem Feuerwunder zeigt das Bild in New York eine Wunderheilung und eines der Bilder in Newark sowie das in Chicago jeweils einen Exorzismus.
Die Forschung geht mit Einbeziehung einer Inventarliste der Kirche von 1733 davon aus, dass das Polyptychon einmal aus insgesamt 14 Tafeln bestand. Wobei die größeren, fehlenden Tafeln in der Mitte des Polyptychons höchstwahrscheinlich das Martyrium des Petrus und ein Standbild von ihm darstellten, während jeweils sechs kleinere Szenen links und rechts davon vermutet werden. Nach dieser Rekonstruktion von Daniele Benati wären von den 12 kleineren Tafeln noch vier unentdeckt oder sind nicht bis heute erhalten geblieben.

## Provenienz und Bildgeschichte
Das Bild wurde als Teil des Petrus Martyr Polyptychons ursprünglich in der Kirche San Zanipolo in Venedig aufgestellt, wo es mindestens bis 1733 stand. Danach müssen die einzelnen Bilder voneinander getrennt verkauft worden sein. Die beiden Berliner Bilder gingen in den Besitz von Edward Solly über, der sie anschließend im Jahr 1821 an das Museum verkaufte. Es sind nicht die einzigen Gemälde von Antonio Vivarini aus diesem Konvolut. Auch andere Gemälde aus diesem Ankauf hängen im selben Ausstellungsraum der Gemäldegalerie.